# Clarias buettikoferi
Clarias buettikoferi är en fiskart som beskrevs av Steindachner, 1894. Clarias buettikoferi ingår i släktet Clarias och familjen Clariidae. IUCN kategoriserar arten globalt som livskraftig. Inga underarter finns listade i Catalogue of Life.